# Eduardo Santamarina
Eduardo Hernández García Santamarina (Veracruz, 9 de julio de 1969), conocido como Eduardo Santamarina, es un actor mexicano que ha destacado en telenovelas y series.

## Carrera
Debutó con un pequeño papel en la telenovela La pícara soñadora. Después participaría en telenovelas de la productora Carla Estrada, una de ellas fue De frente al sol en 1992. En el año 1995 actuó como antagonista en la telenovela La dueña. Al llegar 1996, Juan Osorio le ofreció su primer protagónico en la telenovela Marisol junto a Erika Buenfil.
A lo largo de su carrera ha protagonizado telenovelas como Marisol, Salud, dinero y amor, Rencor apasionado, Serafín, El precio de tu amor, Velo de novia,  Rubí, Yo amo a Juan Querendón, Ni contigo ni sin ti y Libre para amarte.
En 2015 realiza su segundo papel antagónico estelar en Antes muerta que Lichita, donde comparte escenario con Maité Perroni y Arath de la Torre.

## Vida personal
El 19 de septiembre de 1999 contrajo matrimonio civil y el 22 de enero de 2000 boda religiosa con Itatí Cantoral, posteriormente tuvieron a sus hijos gemelos José Eduardo y Roberto Miguel. El matrimonio terminó en divorcio en 2004. Durante las grabaciones de la telenovela Yo amo a Juan Querendón, comenzó a salir con la protagonista de la misma, Mayrín Villanueva.
En febrero de 2009 es elegido "Rey de la alegría" en el Carnaval de Veracruz. El 1 de marzo de ese mismo año contrajo segundas nupcias con Mayrín Villanueva, la cual había protagonizado junto a él la telenovela Yo amo a Juan Querendón. Ambos son padres de una niña a la cual llamaron Julia.

## Filmografía

### Cine
- Ya no los hacen como antes (2003) - Bruno
- Baño de damas (2003) - Carmelo López
- Mamá no te lo pierdas! (2003) - Conductor
- La sombra del sahuaro (2005) - Sahuaro
- Mejor es que Gabriela no se muera (2007) - El Protagonista
- Il commissario Zagaria (2011) -
- Cuando sea joven (2022)[4]

### Televisión
| Año       | Título                       | Personaje                                              |
| --------- | ---------------------------- | ------------------------------------------------------ |
| 1992      | De frente al sol             | Luis Enrique                                           |
| 1992      | El abuelo y yo               | Ulises                                                 |
| 1993-1994 | Más allá del puente          | Luis Enrique                                           |
| 1994-2002 | Mujer, casos de la vida real | Varios personajes                                      |
| 1994      | Prisionera de amor           | Uriel Miranda                                          |
| 1994-1995 | El vuelo del águila          | Dr. Ortega                                             |
| 1995      | La dueña                     | Mauricio Padilla                                       |
| 1996      | La antorcha encendida        | Félix                                                  |
| 1996      | Marisol                      | José Andrés Garcés del Valle                           |
| 1997-1998 | Salud, dinero y amor         | Jorge Miguel Fontanot                                  |
| 1998      | Rencor apasionado            | Mauricio Gallardo                                      |
| 1999      | Serafín                      | Miguel Armendáriz                                      |
| 1999-2000 | Cuento de Navidad            | Ángel                                                  |
| 2000-2001 | El precio de tu amor         | Antonio "Toño" Ríos                                    |
| 2001      | Amigas y rivales             | José Alcántara                                         |
| 2003-2004 | Velo de novia                | José Manuel del Álamo / Jorge Robleto                  |
| 2004      | Rubí                         | Alejandro Cárdenas                                     |
| 2007      | Amor sin maquillaje          | Él mismo                                               |
| 2007-2008 | Yo amo a Juan Querendón      | Juan Domínguez Coral                                   |
| 2009      | Mujeres asesinas             | Marcos Rodríguez Episodio: "Julia, encubridora"        |
| 2010      | Triunfo del amor             | Octavio Iturbide                                       |
| 2011      | Ni contigo ni sin ti         | Leonardo Cornejo                                       |
| 2012      | La familia P. Luche          | Él mismo Episodio: "El cumpleaños atrasado de Ludovico |
| 2012      | Por ella soy Eva             | Diego Fonticoda                                        |
| 2013      | Libre para amarte            | Ramón Sotomayor                                        |
| 2015-2016 | Antes muerta que Lichita     | Augusto de Toledo y Mondragón                          |
| 2017      | Vecinos                      | Gabriel Episodio: "El click"                           |
| 2017-2018 | Sin tu mirada                | Luis Alberto Ocaranza                                  |
| 2018      | El secreto de Selena         | Dr. Ricardo Martinez                                   |
| 2018-2020 | El Señor de los Cielos       | Balthazar Ojeda                                        |
| 2019      | La Reina del Sur             | Mariano Bravo                                          |
| 2021      | Buscando a Frida             | Abelardo Pons                                          |
| 2021      | La desalmada                 | Octavio Toscano                                        |
| 2023      | Nadie como tú                | Raymundo Madrigal Canales                              |
| 2024      | ¿Es Neta, Eva?               | Adán Castillo                                          |
| 2025      | Juegos de amor y poder       | Enrique Ferrer                                         |

### Teatro
- Aventurera (2000-2013)[6]
- Amores Mexicanos (2010)[7]

### Otros proyectos
- Carnaval de Veracruz (2009) - Rey de la Alegría

## Premios y nominaciones

### Premios TVyNovelas
| Año  | Categoría               | Telenovela               | Resultado |
| ---- | ----------------------- | ------------------------ | --------- |
| 1993 | Mejor actor joven       | De frente al Sol         | Ganador   |
| 1994 | Mejor actor joven       | Más allá del puente      | Nominado  |
| 1997 | Mejor actor protagónico | Marisol                  | Nominado  |
| 2005 | Mejor actor protagónico | Rubí                     | Ganador   |
| 2008 | Mejor actor             | Yo amo a Juan Querendón  | Nominado  |
| 2016 | Mejor actor antagónico  | Antes muerta que Lichita | Nominado  |

### Galardón a los Grandes 2011
| Categoría   | Persona             | Resultado |
| ----------- | ------------------- | --------- |
| Trayectoria | Eduardo Santamarina | Ganador   |

### Premios Bravo
| Año  | Categoría               | Telenovela        | Resultado |
| ---- | ----------------------- | ----------------- | --------- |
| 2013 | Mejor actor protagónico | Libre para amarte | Ganador   |

### Premios La Maravilla
| Año  | Categoría                      | Telenovela           | Resultado |
| ---- | ------------------------------ | -------------------- | --------- |
| 2012 | Mejor interpretación masculina | Ni contigo ni sin ti | Ganador   |

### Presea Luminaria de Oro 2007
- Reconocimiento por Desempeño.[9]

### Presea Premio Quetzal 2003
- Reconocimiento por Desempeño en la obra Aventurera.[10]